# Tony Angiboust
Tony Angiboust, né le 10 juin 1983 à Chamonix, est un curleur français licencié au club de Chamonix, il représente également l'équipe de France à plusieurs compétitions internationales où il tient le rôle de « third » c'est-à-dire qu'il lance les pierres en troisième position. En dehors du curling, il est employé au club des sports de Chamonix.

## Biographie
Tony Angiboust débute au curling en 1992 inspiré par les performances de l'équipe de France juniors dont font partie Thomas Dufour et Jan Henri Ducroz et qui obtiennent la médaille d'argent en 1992 et la médaille de bronze en 1993 aux championnats du monde juniors.
Dans les années 2000, il fait partie de l'équipe de Chamonix et de l'équipe de France, les deux emmenées par Dufour. Il participe aux championnats du monde et prend part notamment à la cinquième place prise par la France lors des mondiaux de 2008. Par la suite, la France se qualifie pour Jeux olympiques d'hiver de 2010 de Vancouver avec Thomas Dufour, Jan Henri Ducroz, Richard Ducroz et Raphaël Mathieu.